# Chimica quantistica relativistica
La chimica quantistica relativistica è una branca della chimica quantistica che applica la meccanica quantistica relativistica, e in particolare l'equazione di Dirac o una sua approssimazione matematica (per esempio l'equazione di Pauli), alla dinamica elettronica, al legame chimico e alle proprietà magnetiche, specialmente nell'ambito degli elementi più pesanti della tavola periodica.
Molte delle differenze chimiche e fisiche tra gli elementi del sesto periodo e quelli del quinto derivano da maggiori effetti relativistici rispetto a quelli esistenti tra gli elementi dei periodi precedenti. Questi effetti relativistici sono particolarmente grandi per l'oro e i suoi vicini platino e mercurio.